# Rybník u Choťovic
Rybník u Choťovic někdy nazývaný též V neckách o rozloze vodní plochy 1,0 ha se nalézá asi 1 km jižně od centra obce Choťovice v okrese Kolín u cyklostezky č. 4199 vedoucí z Levína do Libice nad Cidlinou.
Rybník je využíván pro chov ryb a slouží též jako významné lokální biocentrum pro rozmnožování obojživelníků.

## Galerie

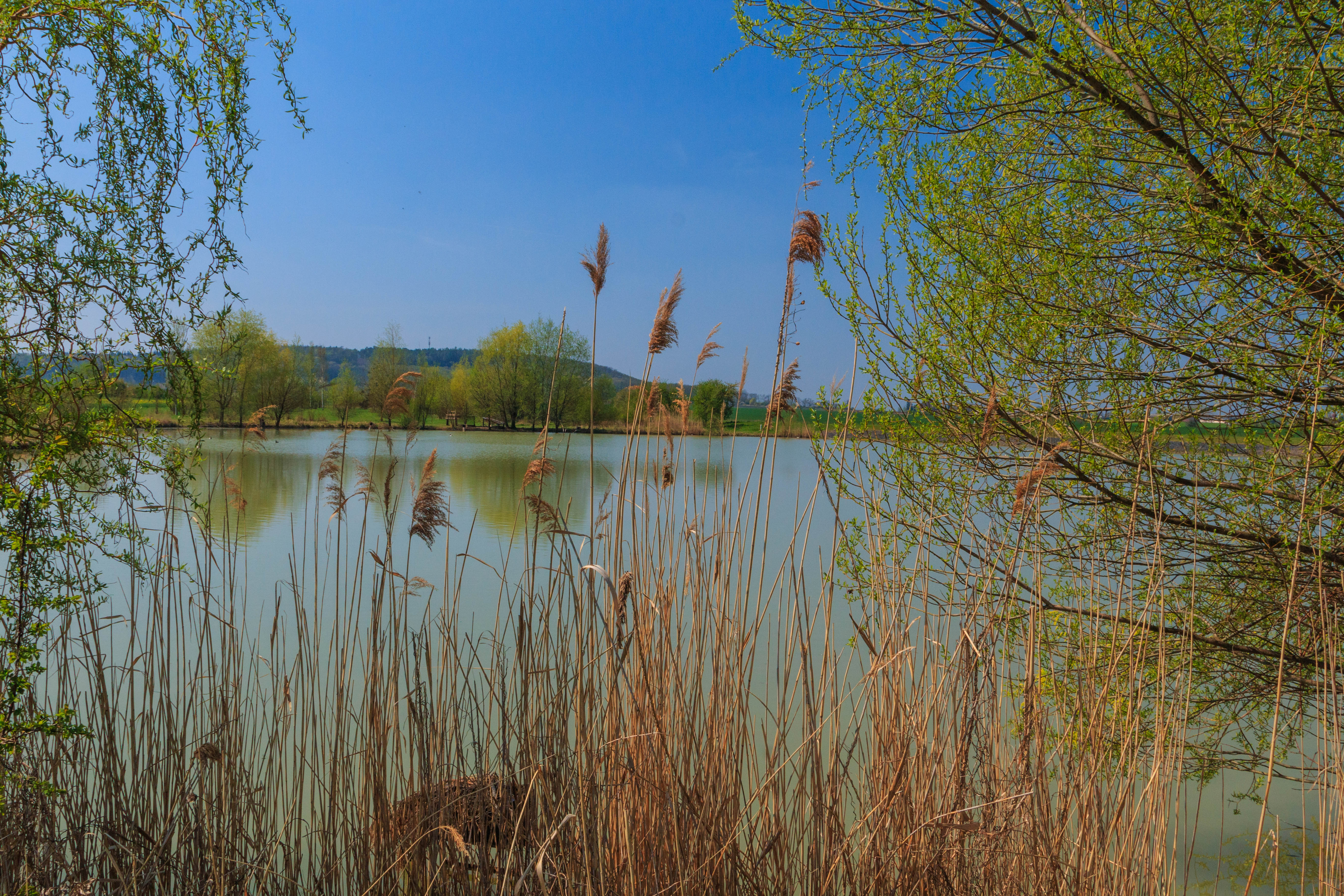
pohled na rybník u Choťovic
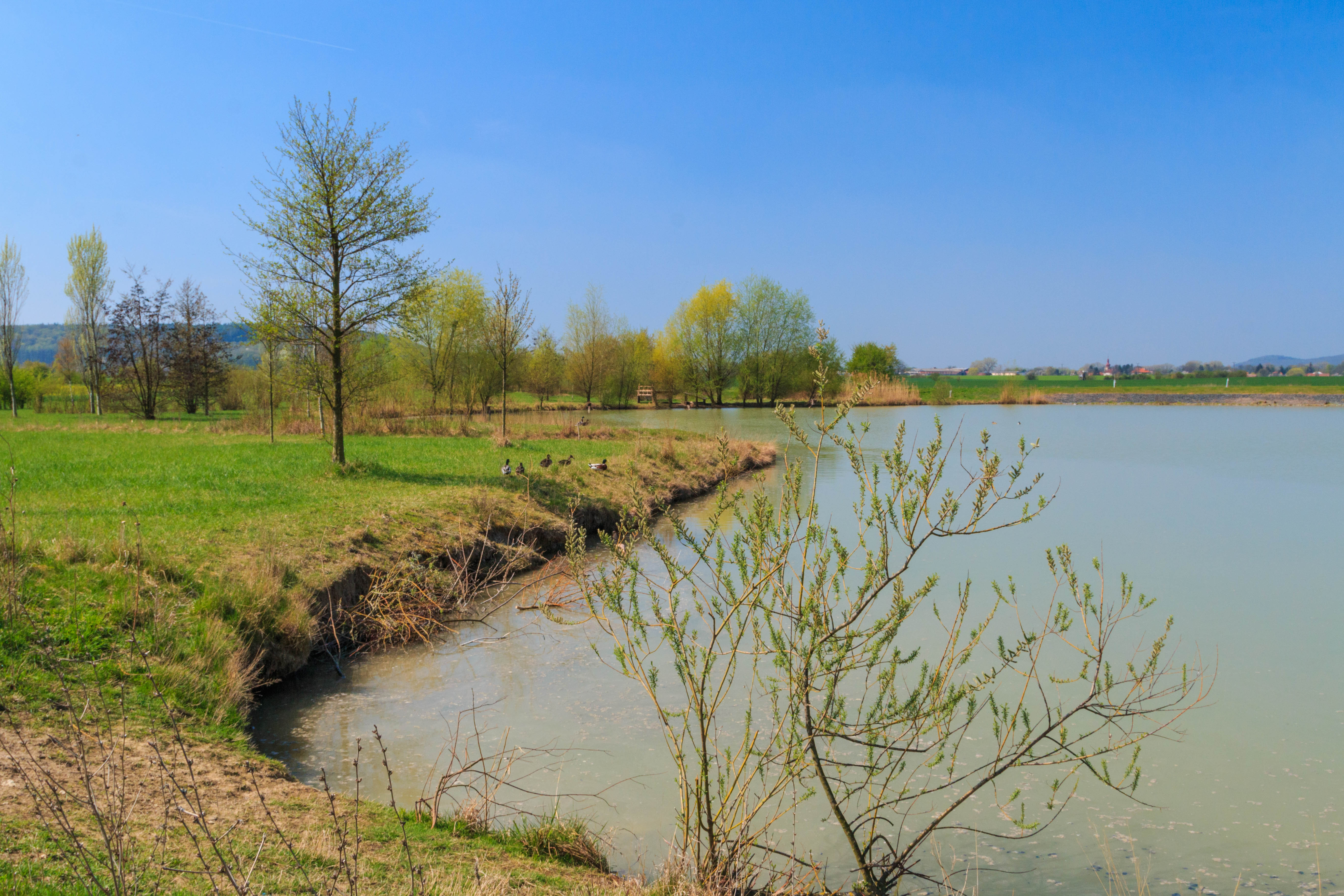
pohled na rybník u Choťovic
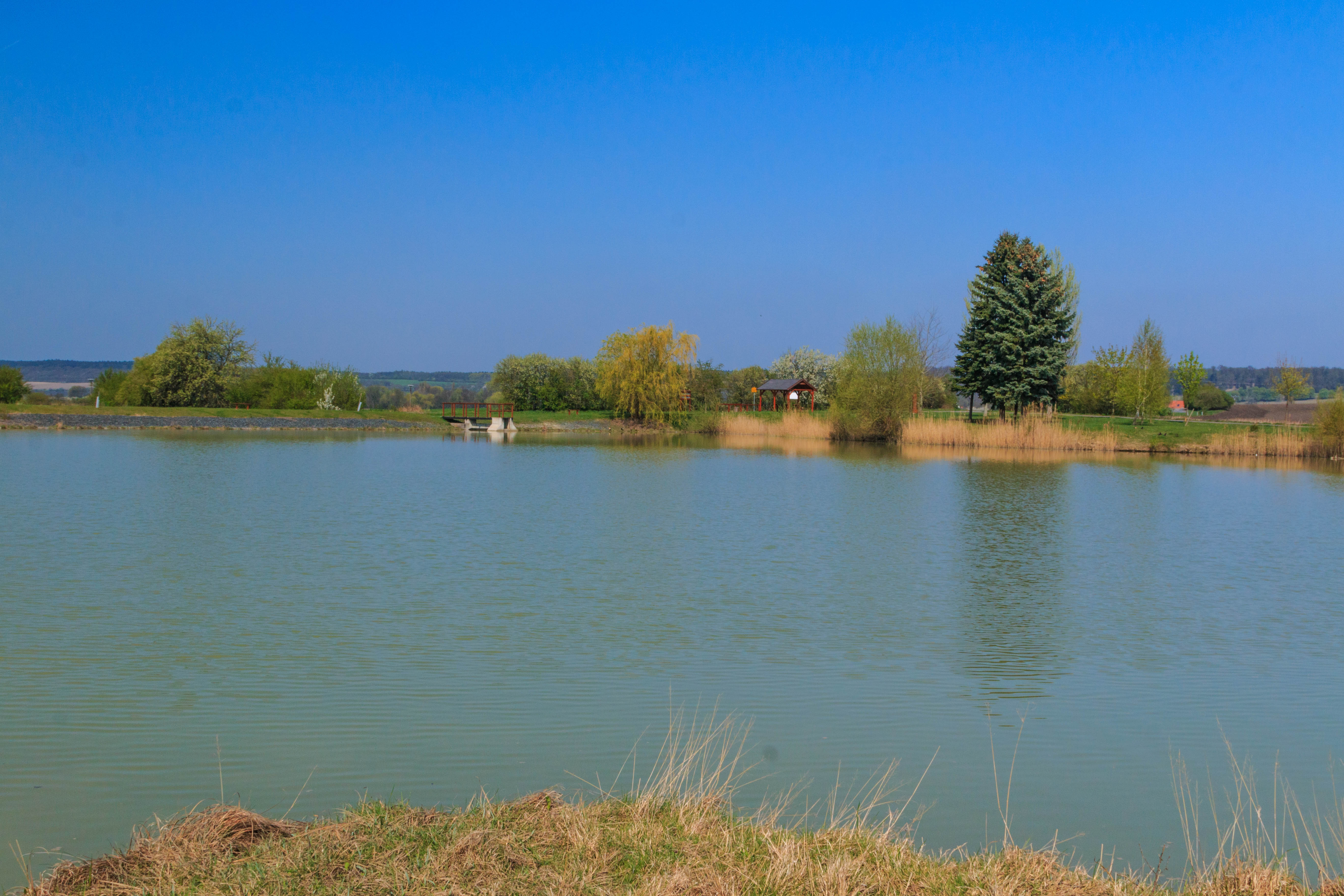
pohled na rybník u Choťovic
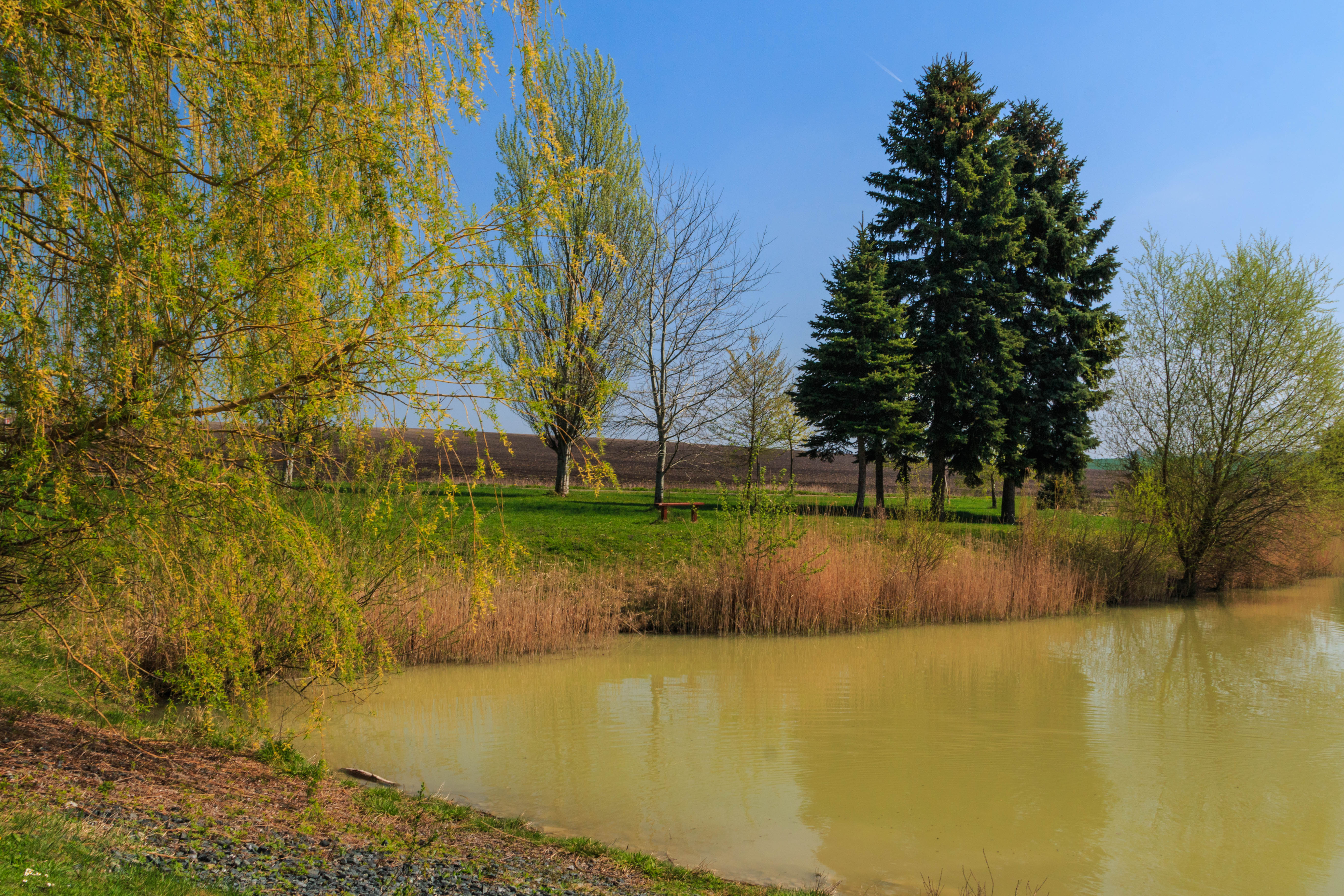
pohled na rybník u Choťovic